# Masters de Shanghái 2018
El Shanghai Rolex Masters 2018 fue un torneo de tenis masculino que se jugó en octubre de 2018 sobre pista dura. Fue la 10.ª edición del llamado Masters de Shanghái, patrocinado por Rolex. Tuvo lugar en Shanghái (China).

## Puntos y premios en efectivo

### Distribución del torneo
| Evento       | G    | F   | SF  | CF  | R16 | R32 | R56 | C  | C2 | C1 |
| Individuales | 1000 | 600 | 360 | 180 | 90  | 45  | 10  | 16 | 8  | 0  |
| Dobles       | 1000 | 600 | 360 | 180 | 90  | 0   | —   | —  | —  | —  |

### Premios en efectivo
| Evento       | G           | F        | SF       | CF       | R16     | R32     | R56     | C2     | C1     |
| Individuales | $ 1,360,650 | $667,115 | $335,750 | $170,725 | $88,655 | $46,745 | $25,235 | $5,815 | $2,965 |
| Dobles       | $421,340    | $206,280 | $103,470 | $53,110  | $27,450 | $14,480 | —       | —      | —      |

## Cabezas de serie

### Individuales masculino
| N.º | Rank. | Tenista               | Puntos | Puntos por defender | Puntos ganados | Nuevos puntos | Ronda hasta la que avanzó en el torneo             |
| 1   | 2     | Roger Federer         | 6900   | 1000                | 360            | 6260          | Semifinales, perdió ante Borna Ćorić [13]          |
| 2   | 3     | Novak Djokovic        | 6445   | 0                   | 1000           | 7445          | Campeón, venció a Borna Ćorić [13]                 |
| 3   | 4     | Juan Martín del Potro | 6130   | 360                 | 90             | 5860          | Tercera ronda, se retiró ante Borna Ćorić [13]     |
| 4   | 5     | Alexander Zverev      | 4755   | 90                  | 360            | 5025          | Semifinales, perdió ante Novak Djokovic [2]        |
| 5   | 6     | Marin Čilić           | 4535   | 360                 | 10             | 4185          | Segunda ronda, perdió vs. Nicolás Jarry            |
| 6   | 7     | Dominic Thiem         | 3825   | 10                  | 10             | 3825          | Segunda ronda, perdió vs. Matthew Ebden            |
| 7   | 8     | Kevin Anderson        | 3640   | 45                  | 180            | 3775          | Cuartos de final, perdió ante Novak Djokovic [2]   |
| 8   | 12    | Kei Nishikori         | 2730   | 0                   | 180            | 2910          | Cuartos de final, perdió ante Roger Federer [1]    |
| 9   | 16    | Diego Schwartzman     | 1975   | 45                  | 10             | 1940          | Primera ronda, perdió ante Sam Querrey             |
| 10  | 15    | Stefanos Tsitsipas    | 1987   | 70                  | 90             | 2007          | Tercera ronda, perdió ante Kevin Anderson [7]      |
| 11  | 14    | Kyle Edmund           | 1990   | 45                  | 180            | 2125          | Cuartos de final, perdió ante Alexander Zverev [4] |
| 12  | 17    | Jack Sock             | 1850   | 10                  | 10             | 1850          | Primera ronda, perdió ante Peter Gojowczyk         |
| 13  | 18    | Borna Ćorić           | 1815   | 0                   | 600            | 2415          | Final, perdió ante Novak Djokovic [2]              |
| 14  | 20    | Milos Raonic          | 1800   | 0                   | 10             | 1810          | Primera ronda, perdió ante Mackenzie McDonald [Q]  |
| 15  | 24    | Pablo Carreño         | 1750   | 10                  | 10             | 1750          | Primera ronda, perdió vs. Benoît Paire [Q]         |
| 16  | 22    | Marco Cecchinato      | 1768   | (20)                | 90             | 1838          | Tercera ronda, perdió ante Novak Djokovic [2]      |

- Ranking del 1º de octubre de 2018.[2]

#### Bajas
| Rank. | Tenista         | Puntos antes | Puntos por defender | Puntos ganados | Puntos después | Motivo              |
| ----- | --------------- | ------------ | ------------------- | -------------- | -------------- | ------------------- |
| 1     | Rafael Nadal    | 8260         | 600                 | 0              | 7660           | Lesión de rodilla   |
| 9     | Grigor Dimitrov | 3620         | 180                 | 0              | 3440           | Lesión de tobillo   |
| 10    | John Isner      | 3380         | 90                  | 0              | 3290           | Motivos personales  |
| 11    | David Goffin    | 2865         | 10                  | 0              | 2855           | Lesión en el hombro |
| 13    | Fabio Fognini   | 2315         | 0                   | 0              | 2315           | Lesión de tobillo   |
| 18    | Lucas Pouille   | 1825         | 45                  | 0              | 1780           | Desgarro muscular   |

### Dobles masculino
| Tenista                           | Ranking | Preclasificado |
| Mike Bryan Jack Sock              | 3       | 1              |
| Oliver Marach Mate Pavić          | 7       | 2              |
| Łukasz Kubot Marcelo Melo         | 11      | 3              |
| Henri Kontinen John Peers         | 15      | 4              |
| Juan Sebastián Cabal Robert Farah | 19      | 5              |
| Jamie Murray Bruno Soares         | 23      | 6              |
| Raven Klaasen Michael Venus       | 33      | 7              |
| Ivan Dodig Nikola Mektić          | 40      | 8              |

## Campeones

### Individual masculino
Novak Djokovic venció a  Borna Ćorić por 6-3, 6-4

### Dobles masculino
Łukasz Kubot /  Marcelo Melo vencieron a  Jamie Murray /  Bruno Soares por 6-4, 6-2